# Bucheon
Bucheon (Bucheon-si; 부천시; 富川市), è una città della provincia sudcoreana del Gyeonggi.

## Amministrazione

### Gemellaggi
- Chabarovsk, dal 2002